# Сан-Хуан (округ Старр, Техас)
Сан-Хуан (англ. San Juan) — переписна місцевість (CDP) в США, в окрузі Старр штату Техас. Населення — 203 особи (2020).

## Географія
Сан-Хуан розташований за координатами 26°24′54″ пн. ш. 98°56′37″ зх. д. / 26.41500° пн. ш. 98.94361° зх. д. (26.414966, -98.943691).  За даними Бюро перепису населення США в 2010 році переписна місцевість мала площу 0,10 км², уся площа — суходіл.

## Демографія
Згідно з переписом 2010 року, у переписній місцевості мешкало 129 осіб у 34 домогосподарствах у складі 31 родини. Густота населення становила 1337 осіб/км².  Було 39 помешкань (404/км²).
Расовий склад населення:
| - 95,3 % — білих - 1,6 % — азіатів - 3,1 % — осіб інших рас |

До двох чи більше рас належало 0,0 %. Частка іспаномовних становила 88,4 % від усіх жителів.
За віковим діапазоном населення розподілялося таким чином: 41,1 % — особи молодші 18 років, 54,2 % — особи у віці 18—64 років, 4,7 % — особи у віці 65 років та старші. Медіана віку мешканця становила 24,5 року. На 100 осіб жіночої статі у переписній місцевості припадало 95,5 чоловіків;  на 100 жінок у віці від 18 років та старших — 94,9 чоловіків також старших 18 років.
Середній дохід на одне домашнє господарство  становив 18 383 долари США (медіана — 18 942), а середній дохід на одну сім'ю — 18 383 долари (медіана — 18 942). За межею бідності перебувало 52,7 % осіб, у тому числі 100,0 % дітей у віці до 18 років та 100,0 % осіб у віці 65 років та старших.
Цивільне працевлаштоване населення становило 31 особа. Основні галузі зайнятості: освіта, охорона здоров'я та соціальна допомога — 58,1 %, роздрібна торгівля — 41,9 %.